# Filmweb
Filmweb je polská online databáze obsahující informace o filmech, televizních seriálech, hercích a dalších filmových tvůrcích. Počínaje lednem roku 2011 obsahuje také videohry. Filmweb byl uveden do provozu dne 18. března 1998, jejím zakladatelem byl Artur Gortych. Je v polském jazyce a je největší polskou filmovou databází. V listopadu 2011 byla uvedena aplikace pro iOS. V únoru 2012 byla uvedena aplikace pro Android a v březnu 2012 pro Windows Phone. V září 2010 byl představen nový design webové stránky.